# Isophya gracilis
Isophya gracilis är en insektsart som beskrevs av Miram 1938. Isophya gracilis ingår i släktet Isophya och familjen vårtbitare. Inga underarter finns listade i Catalogue of Life.